# ديبورا وينتيرز
ديبورا وينتيرز (بالإنجليزية: Deborah Winters)‏ هي ممثلة أمريكية، ولدت في 27 نوفمبر 1953 في لوس أنجلوس في الولايات المتحدة.

## وصلات خارجية
- الموقع الرسمي
- ديبورا وينتيرز على موقع IMDb (الإنجليزية)
- ديبورا وينتيرز على موقع قاعدة بيانات الفيلم (الإنجليزية)